# Hans-Robert Knoespel
Hans-Robert Knoespel (7 agosto 1915 – Svalbard, 30 giugno 1944) è stato un ornitologo, esploratore e militare tedesco.
Fu l'istitutore della stazione Knoespel-Würfel alle Svalbard, arcipelago di cui fu comandante militare dal 1941 al 1942.

## Biografia
Knoespel lavorò sin dal 1930 nel campo dell'ornitologia come ricercatore presso l'osservatorio per uccelli di Rossitten, il primo creato al mondo. Durante questo periodo prese parte a diversi viaggi di ricerca ornitologica nell'Europa settentrionale ed in Islanda.
Nel 1938 venne selezionato per partecipare alla spedizione Herdemerten in Groenlandia dove, oltre ad una notevole esperienza nell'ambito degli ambienti polari, ebbe modo di esaminare e riportare un gran numero di uccelli locali sino ad allora poco studiati. Il capo della spedizione, Kurt Herdemerten, scelse Knoespel come falconiere esperto in quanto lo scopo di spedizione della spedizione era l'esplorazione della tufacea bianca. Dopo la spedizione, Knoespel venne coinvolto anche nella costruzione di una stazione di ricerca polare a Goldhöhe (Zlaté návrší in ceco) sui Monti dei Giganti.
Nel 1939 Knoespel iniziò i propri studi di biologia presso l'università di Breslavia, ma già dall'anno successivo decise di abbandonarli per entrare come volontario nel servizio meteorologico della marina militare tedesca dove venne scelto, sempre per la sua esperienza, nella formazione delle squadre meteo della marina presso la stazione a nord, dove ora si trovava anche un piccolo contingente militare.
Tra l'ottobre del 1941 e l'agosto del 1942, dopo l'occupazione nazista della Norvegia, venne nominato "comandante militare" dell'arcipelago delle Svalbard dove iniziò la costruzione di una stazione meteo su Spitzbergen. Nel 1943/44 diresse un'altra operazione per la costruzione di una stazione, ma rimase ucciso nel corso delle operazioni il 30 giugno 1944.